# Trichinella

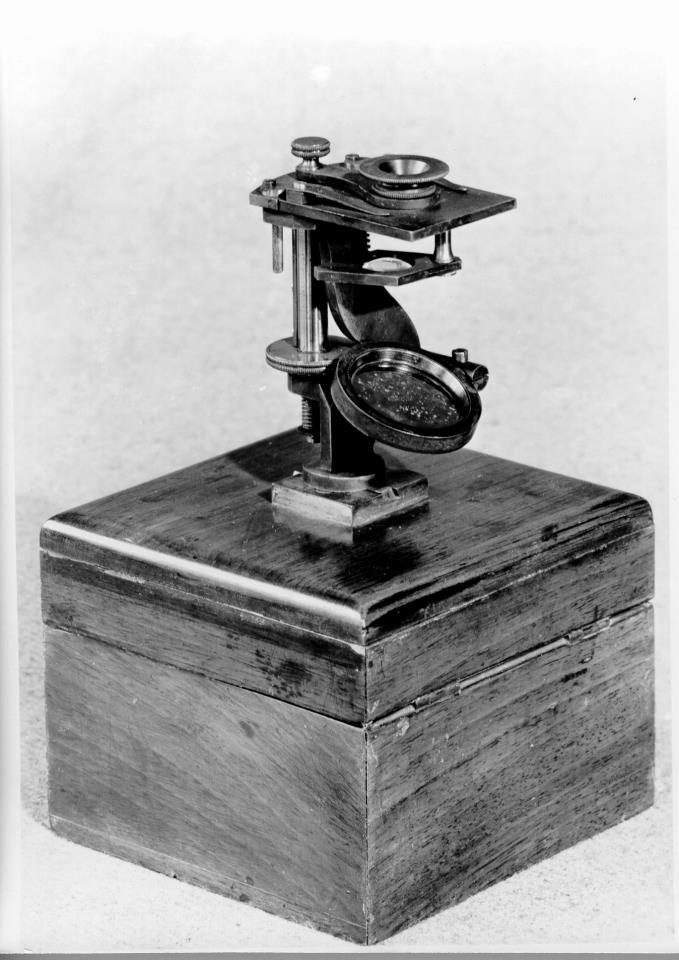

Trichinella (denumirea latină) sau trichină, trichinelă [din latina trichina (de unde denumirea franceză trichine), din adjectivul grec τρίχῐνος = referitor la păr, din θρίξ, τριχ = păr + -ella = sufix latin diminutiv] – gen de  viermi nematelminți paraziți care trăiesc în intestinul șobolanilor, al porcilor, al urșilor etc. sau închistați în mușchii acestor animale, putând trece și la om, prin consumarea cărnii de porc sau de urs etc. infestate, provocând trichineloză.